# Луций Фабий Гал
Луций Фабий Гал (на немски: Lucius Fabius Gallus) e политик и сенатор на Римската империя през 2 век.
Една намерена fistula aquaria казва, че той или някой от неговите деца е притежател на частен воден канал.
През 131 г. той е суфектконсул заедно с Квинт Фабий Юлиан.